# Alvacast
Alvacast es una banda de heavy metal formada en Uruguay, en el año 1985, posteriormente radicada en Canadá y actualmente activa. Fue una de las bandas más influyentes de la escena del metal en Sudamérica. Esta banda que fue de soporte para la escena metalera de los años 80' junto a bandas sudamericanas como: Rata Blanca, Kamikaze, Chopper, Cross, Sepultura entre muchas otras.

## Historia

### Comienzos en Uruguay
La banda se formó en 1985, integrada desde el comienzo por: Charly D. López (vocalista), Gustavo Rea (bajo), Gustavo "Tycho" Artigas (guitarra), Clemente "Bhilo" López (guitarra) - quien dejó al grupo en el '88 ingresando Leonardo Lamela (guitarra) y Jorge Villar (batería). Alvacast desarrolló sus primeras actuaciones en Montevideo y alrededores, logrando poco a poco la atención de un público ansioso de nuevas propuestas.
En 1986, graban su primer demo, incluyendo el tema "Campos de Sangre", y participan del recordado Festival Internacional Montevideo Rock con gran éxito.
Al año siguiente firman con el sello Orfeo y graban su primer disco en vinilo: Al Borde Del Abismo. La presentación del disco fue realizada con entradas agotadas en el Teatro Odeon de Montevideo. Con ese trabajo Alvacast recorre el interior del país, y se posiciona como un número importante en el "rock uruguayo" de aquel entonces.
Ese mismo año Alvacast se presenta en Buenos Aires en el ciclo "Rock de Primera" (en el que actuaron Charly García, Riff, La Torre, entre otros), para hacerlo luego en el Teatro Roca en noviembre junto a Kamikaze de Argentina.
Para 1988 la banda se consolida. La prensa especializada de diferentes partes del mundo reconoce el trabajo y calidad de la banda. Revistas de Europa comentan sus discos y actividades.
Participan en Montevideo Rock II. Realizan algunas presentaciones en pubs y clubes en Buenos Aires durante todo el año, actuando junto a Dr. Jeckill, Retrosatan, y Hermética entre otros.
En diciembre del '88 viajan a Chile donde se presentan en la capital Santiago de Chile y realizan dos shows: uno en el Estadio Manuel Plaza donde por problemas técnicos el desempeño de la banda no colmó las expectativas del público y un segundo show, espectacular y muy comentado por la prensa transandina en el Estadio Chile ante más de cuatro mil (4.000) personas.
En 1989 graban su segundo disco Inocente... Hasta que se demuestre lo contrario también mediante el sello Orfeo records. La buena repercusión de la banda en Argentina hizo que Radio Trípoli se interesara en Alvacast y editara el segundo disco del grupo en Argentina. También editan sus dos discos en Chile y Venezuela.
Tocan junto a Rata Blanca, Lethal, Alakrán y Jaf en la discoteca argentina Halley.
En 1990 además de convertirse en el primer grupo uruguayo en tocar en el Estadio de Obras Sanitarias en Buenos Aires, lo llenan.

### Los años en Canadá
Luego de intentar versionar sus canciones en inglés y tras publicar un número limitado de discos en Estados Unidos deciden emprender el viaje. La banda decide en pleno emigrar a Canadá.
Debutaron en Station 10 en Montreal, y poco a poco intentan superar las dificultades del nuevo medio.
Mientras comienzan a adaptarse a la vida en Montreal, Canadá y comienzan a realizar shows en pequeños pubs, en Uruguay se edita el tercer trabajo: "Alvacast para coleccionistas" por Perro Andaluz, es un compilado de cintas grabadas en Montevideo.
En 1993 logran un buen promedio de shows, equiparando a las bandas locales. Son entrevistados por la cadena de videos Much Music graban lo que sería el video de "Inocente... Hasta que se demuestre lo contrario".
En este año participan con el tema "Campos de sangre" en un fonograma colectivo para el sello "Perro andaluz", junto a bandas como Incandescente Blues Band, Níquel y Cross.
Al año siguiente lanzan su cuarto disco para Uruguay, "Black Testaments", editado por el sello Sondor.
Alvacast se mantiene activo hasta finales del '94. Se disuelven y vuelven a reunirse en dos oportunidades, una de ellas incluso con un momentáneo alejamiento de su vocalista original Charly López.

### La despedida
En 1999 Alvacast realizó sus últimos "shows despedida" en Canadá y en Uruguay a finales de ese año. En Montreal fue en el Jailhouse Rock Cafe el 21 de noviembre. En Montevideo, Uruguay la despedida final y último show de la banda fue en La Factoría frente a 1000 personas junto a los amigos del grupo Chopper el 29 de diciembre de 1999 cerrando un ciclo en la vida de estos músicos.
En 2014 la banda se reunió dando conciertos en Uruguay y hoy se mantiene activa.
Actualmente tres de los cinco integrantes de Alvacast continúan residiendo en Montreal, Canadá, de los otros dos, uno vive en Uruguay y el otro en Costa Rica.

## Miembros
- Gustavo Rea - bajista: Trabajó en España con la banda de hard rock Rabiosos y actualmente está residiendo en Uruguay. También tuvo actividad musical con un grupo llamado Long Dong Silver en Vigo.
- Jorge Villar - baterista: Luego de la disolución de Alvacast y su show final fue invitado por Buitres en Uruguay para hacerse cargo de la batería del grupo y ya lleva varios Teatro de Verano, giras en Uruguay y shows en Argentina junto a ellos más la grabación de su último disco y preparación del siguiente para el 2008.
- Charly D. López - vocalista: Vive en Costa Rica con doble trabajo musical. Es vocalista de la banda canadiense Up The Irons con importante repercusión local desde 1995. Por otro sigue desarrollando su proyecto solista cantando y tocando la guitarra.
- Gustavo "Tycho" Artigas - guitarrista: Se alejó de la actividad musical una vez disuelto Alvacast y estuvo presente en la reunión del 2014. Actualmente vive en Montreal
- Leonardo Lamela - guitarrista: También reside en Montreal y formó su propio proyecto de Metal Industrial Progresivo llamado Transe con el que regularmente se presenta en vivo por aquellas tierras. También ha trabajado y trabaja en bandas de sonido para películas de cine y documentales en Canadá.

## Discografía
- Al borde del abismo (Orfeo SCO 90855 y SULP 90855, L.P. vinilo y casete respectivamente. Uruguay. 1987)
- Inocente... Hasta que se demuestre lo contrario (idem en Uruguay, Argentina, Chile y Venezuela. 1989)
- Para coleccionistas (solo casetes en Uruguay. 1992)
- Black testaments (CD y casetes en Uruguay y limitada en U.S.A. 1994)

### Compilados
- Metal Uruguayo Revistado (Recopilatorio de una década de metal uruguayo que reúne bandas como Chopper (banda), Inner Sanctum, Cross, Ácido, o Graff Spee entre otros. Alvacast participa con el tema "Donde la tierra se termina". 1994)

### Reediciones
- Black testaments (reedición en CD con bonus tracks en Uruguay. 1999)
- Inocente... Hasta que se demuestre lo contrario (Bizarro Records. 2008)
- "Al Borde del Abismo" [3] (Bizarro Records. 2015)

### Otros discos de sus integrantes
- Oxígeno de Transe Metal Machine (grupo liderado por Leo Lamela) 2006.
- Resistencia de Transe Metal Machine (grupo liderado por Leo Lamela) 2011.
- Tears For The Dead Gods banda donde Charly López era cantante en Montreal, Canadá (Editado en Estados Unidos por Gaia Records, 2005).
- Un Vaso De Vino de Charly López, 2011.